# شيلا والش
شيلا والش (بالإنجليزية: Sheila Walsh)‏‏ (10 أكتوبر 1928 في برمينغهام - 20 يناير 2009 ) روائية من المملكة المتحدة.